# Diplom-Handelslehrer
Diplom-Handelslehrer (Dipl.-Hdl., Diplom-Wirtschaftspädagoge) ist in Deutschland ein Hochschulabschluss. Er wurde im Allgemeinen über ein Studium der Wirtschaftspädagogik an einer Universität oder Technischen Universität mit den Hauptstudienfächern Betriebswirtschaftslehre (BWL), Volkswirtschaftslehre (VWL), Recht, Rechnungswesen, Pädagogik, Psychologie und ggf. Wahlfächern wie z. B. Englisch, Deutsch, Geschichte, Theologie oder Informatik erworben. Ausbildung und Abschluss wurden über eine Prüfungsordnung der Hochschule geregelt.  Im Rahmen des Bologna-Prozesses wurden die bisherigen Diplom-Studiengänge in äquivalente Bachelor- und Master-Studiengänge umgewandelt. Die fachliche bzw. wissenschaftliche Ausrichtung blieb jedoch weitgehend gleich.

## Studieninhalte
Das Studium wurde mit einer Diplomarbeit abgeschlossen und berechtigt zum Führen des akademischen Grades Dipl.-Hdl., seltener des Dipl.-Wirtsch.-Päd. Das Studium war praxisorientiert und ermöglichte den Absolventen sowohl einen Einsatz im schulischen Bereich (Sekundarstufe II) als auch im universitären Bereich und in der Wirtschaft.
Absolventen als Diplom-Kaufmann oder Diplom-Volkswirt konnten durch ein Aufbaustudium – von meist zwei Semestern – zusätzlich den Abschluss als Diplom-Handelslehrer erreichen; inhaltlich wurde der Fokus dann auf die pädagogische Zusatzausbildung gelegt.
Die Technische Universität Kaiserslautern bot eine Ausbildung zum Diplomhandelslehrer/Technik an. An der Otto-Friedrich-Universität Bamberg gab es die Ausbildung zum Diplom-Handelslehrer/WI mit dem Schwerpunkt Wirtschaftsinformatik. Inzwischen ist diese durch einen entsprechenden Studienschwerpunkt im BWL-Studium und wirtschaftspädagogische Master-Programme ersetzt worden.
Der größere Teil der Diplom-Handelslehrer wählte den Schulbereich und wird in erster Linie an Wirtschafts- und Berufsschulen, Berufskollegs und Kollegschulen eingesetzt. Sie unterrichten primär in wirtschaftsbezogenen Fächern wie Betriebswirtschaftslehre, Rechnungswesen (Buchführung und Kosten- und Leistungsrechnung, einschließlich Finanzbuchhaltung), Volkswirtschaftslehre und weitere ausbildungsspezifische Fachinhalte oder je nach Studiengang auch beispielsweise Sprachen.
In der freien Wirtschaft werden Diplom-Handelslehrer oft in Bereichen der Dualen Ausbildung eingesetzt, um dort den Auszubildenden theoretische Bezugspunkte und Hintergrundwissen zu vermitteln.

## Umstellung auf Bachelor und Master
Mit Umstellung auf Bachelor und Master ergibt sich das Problem, dass der Bachelor in Wirtschaftspädagogik nicht zum Lehramt an beruflichen Schulen befähigt. Somit müssten alle Bachelor-Absolventen zusätzlich den Master absolvieren. Alternativ zu einem auf Wirtschaftspädagogik ausgerichteten Bachelorabschluss gibt es auch Pläne, den Bachelor in Wirtschaftswissenschaften zu machen und den folgenden Master speziell auf Wirtschaftspädagogik auszurichten. Da sich bisher das Grundstudium der Wirtschaftspädagogik und der Wirtschaftswissenschaften weitestgehend deckten, kann davon ausgegangen werden, dass ein spezieller Bachelorstudiengang nicht bzw. relativ selten eingerichtet wird.
Vor einem beruflichen Einsatz an Schulen im öffentlichen Bereich ist nach dem abgeschlossenen Studium noch eine ein- bis zweijährige Referendarzeit (Referendariat) zu absolvieren. Danach erfolgt bei ausreichender Eignung und Leistung die Einstellung als Studienrat.